# Georg Benjamin Mendelssohn
Georg Benjamin Mendelssohn (* 15. November 1794 in Berlin; † 24. August 1874 in Horchheim) war ein deutscher Hochschullehrer, Geograph und Schriftsteller.

## Leben
Benjamin Mendelssohn stammte aus dem berühmten Berliner Zweig der jüdischen Familie Mendelssohn. Er wurde zunächst von Hauslehrern unterrichtet und bestand sein Abitur auf dem Hamburger Gymnasium. 1811 immatrikulierte er sich an der Friedrich-Wilhelms-Universität Berlin für Medizin, betrieb aber hauptsächlich naturwissenschaftliche Studien, besonders Geologie und Mineralogie.
Bei Beginn der Befreiungskriege gegen Napoleon Bonaparte meldete er sich im Frühjahr 1813 als Kriegsfreiwilliger und nahm im Husaren-Regiment „Graf Goetzen“ (2. Schlesisches) Nr. 6 am ersten Feldzug in Schlesien, Sachsen und Frankreich teil. Er wurde Offizier und diente bis Oktober 1815 im Hauptquartier Gebhard Leberecht von Blüchers, bevor er als Secondeleutnant seinen Abschied nahm.
Nach Kriegsende setzte er seine Studien zunächst in Berlin privat fort. Er lernte Carl Ritter kennen, der sein wichtigster Lehrer wurde. 1821 ging er an die Christian-Albrechts-Universität Kiel, wo sein Studienfreund August Twesten als Professor der Theologie und Philosophie arbeitete. Unter seinem Einfluss ließ er sich am 28. Mai 1821 in Schleswig als Georg Benjamin evangelisch taufen.
Er hielt sich vor allem auf dem Weingut seines Vaters in Horchheim auf, wo er ein offenes Haus führte. Von hier aus bildete er sich durch Privatstudien und zahlreiche Wanderungen und Reisen durch Deutschland, die Schweiz (1820) und Italien (1824) zum Geographen aus.
Im Mai 1828 wurde er in Kiel zum Dr. phil. promoviert. Anschließend habilitierte er sich an der Rheinischen Friedrich-Wilhelms-Universität Bonn für das Fach Geographie.
Als Hochschullehrer war er nicht erfolgreich, dafür aber als Autor. Sein Hauptwerk Das germanische Europa. Zur geschichtlichen Erdkunde (Berlin 1836) beschreibt das historische Europa und folgt dem Paradigma des Geodeterminismus. Das Buch zählt noch heute zu den Klassikern der Geographie.
Die Universität Bonn berief ihn 1835 als Extraordinarius und 1847 als Ordinarius für Geographie und Statistik. In beiden Fällen erfolgte die Berufung durch den Kultusminister gegen den Widerstand der Universitätsgremien. Neben antisemitischen Ressentiments führten sie an, dass Mendelssohn weder in der Lehre noch in der Forschung genügend produktiv sei für eine Professur. Mendelssohn, der ohnehin kein Gehalt erhielt, zog sich daraufhin aus der Fakultät zurück und ließ sich 1857 aus gesundheitlichen Gründen dauerhaft beurlauben.

## Familie
Sein Vater war der Bankier Joseph Mendelssohn, seine Mutter Henriette geb. Meyer (1776–1862).
Sein Bruder war der Bankier Alexander Mendelssohn.
Am 20. Juli 1827 heiratete Georg Benjamin Mendelssohn in Berlin Rosamunde Ernestine Pauline Richter (1804–1883), die natürliche Tochter des Diplomaten Grafen Christian Haugwitz und der Rosa Richter.
Das Paar adoptierte Betzy Thormann (1830–1906).

## Schriften (Auswahl)
- Ein Blick auf Großbritannien. Historisch-politische Zeitschrift 2 (1833/1835), S. 305–336.
- Das germanische Europa. Zur geschichtlichen Erdkunde. Berlin 1835/36.
- Moses Mendelssohn's gesammelte Schriften. Nach Originaldrucken und Handschriften, hg. v. Georg Benjamin Mendelssohn, Bd. 1–7. Leipzig 1843–1845.
- Die ständische Institution im monarchischen Staat. Bonn 1846.